# Agrypon clavellatum
Agrypon clavellatum là một loài tò vò trong họ Ichneumonidae.